# Франциск Грохольський
Франциск Ксаверій Ґрохольський (Грохольський; 2 вересня 1730, Вороновиця, нині смт, Вінницький район, Вінницька область — 11 вересня 1792, Терешки, Волинь (тепер Красилівський район)) — державний, політичний і військовий діяч Речі Посполитої, меценат. Сеймовий посол, підкоморій королівський, учасник Тарговицької конфедерації.

## Життєпис
Народився 2 вересня 1730 року у Вороновиці (нині селище міського типу, Вінницький район, Вінницька область, Україна) в сім'ї судді земського та чесника брацлавського Міхала Ґрохольського — регіментара партії української, потім волинської.
Навчався в колегіумі єзуїтів у Варшаві, знання поглибив під час закордонної подорожі. Відомий опікун мистецтва, збирав цінні експонати, також бібліофіл. Активний в публічному житті. Як брацлавський підстолій 1761 і писар гродський кременецький 1764 був прихильником партії Потоцьких (т. зв. «патріотів»), але потім став палким прихильником короля С. А. Понятовського. Король обдаровував його спеціальною увагою, чому підтвердження посади: підстароста гродський вінницький 1766, королівський шамбелян з 1767, брацлавський підчаший 1771, хорунжий вінницький 1772, брацлавський 1774, мечник коронний 1775, консиліярж Ради Неустайончої(1776-8), староста прилус(ц)кий, підкоморій Й. К. М., ротмістр кавалерії народової. Кавалер орденів св. Станіслава 1776, Білого Орла 1778. В його резиденції Терешки (Волинь) перебував король Речі Посполитої Станіслав Август Понятовський в 1787 р., коли повертався з Канева. Посол на сейм від Пінського воєводства 1776, від Брацлавського воєводства на 4-літній сейм. Комісар сеймовий 1791, брав живу участь в обговоренні проекту Конституції 1791 як противник реформ. 1792 року став консиліяром Тарговицької конфедерації. З номінації Папи Пія 6 був синдиком апостольським провінції польської оо. капуцинів 1788.
Власник значного маєтку; мав добра у Крем'янецькому (Терешки, Малинки), Вінницькому (Вороновиця, кілька сіл) повітах, значні частини в добрах тростянецьких, двір в Дубному.
1 жовтня 1766 оженився з Геленою Юстиною з Боженич(ць) Лешницьких (нащадок з руських князів), яка мала в посагу значні маєтки в Житомирському, Овруцькому, Володимирському, Луцькому повітах. Діти: всього 4, зокрема:
- Антоній (7 липня 1767 — 22 квітня 1808) — маршалок Брацлавської губернії, народився, проживав, помер, дідич села Терешки.
- Текля — пошлюблена Францішку Саріюшу Вазьніньскому, відома письменниця
- Ян Непомуцен — теребовельський староста.[4]

Був похований у родинному гробівці крипти костелу костелу домініканців Вінниці (як і брат Марцін).